# Contea di Tingri
La contea di Tingri (定日县S, Dìngrì XiànP) è una contea della Cina, situata nella Regione Autonoma del Tibet e amministrata dalla prefettura di Shigatse.

Contea di Tingri
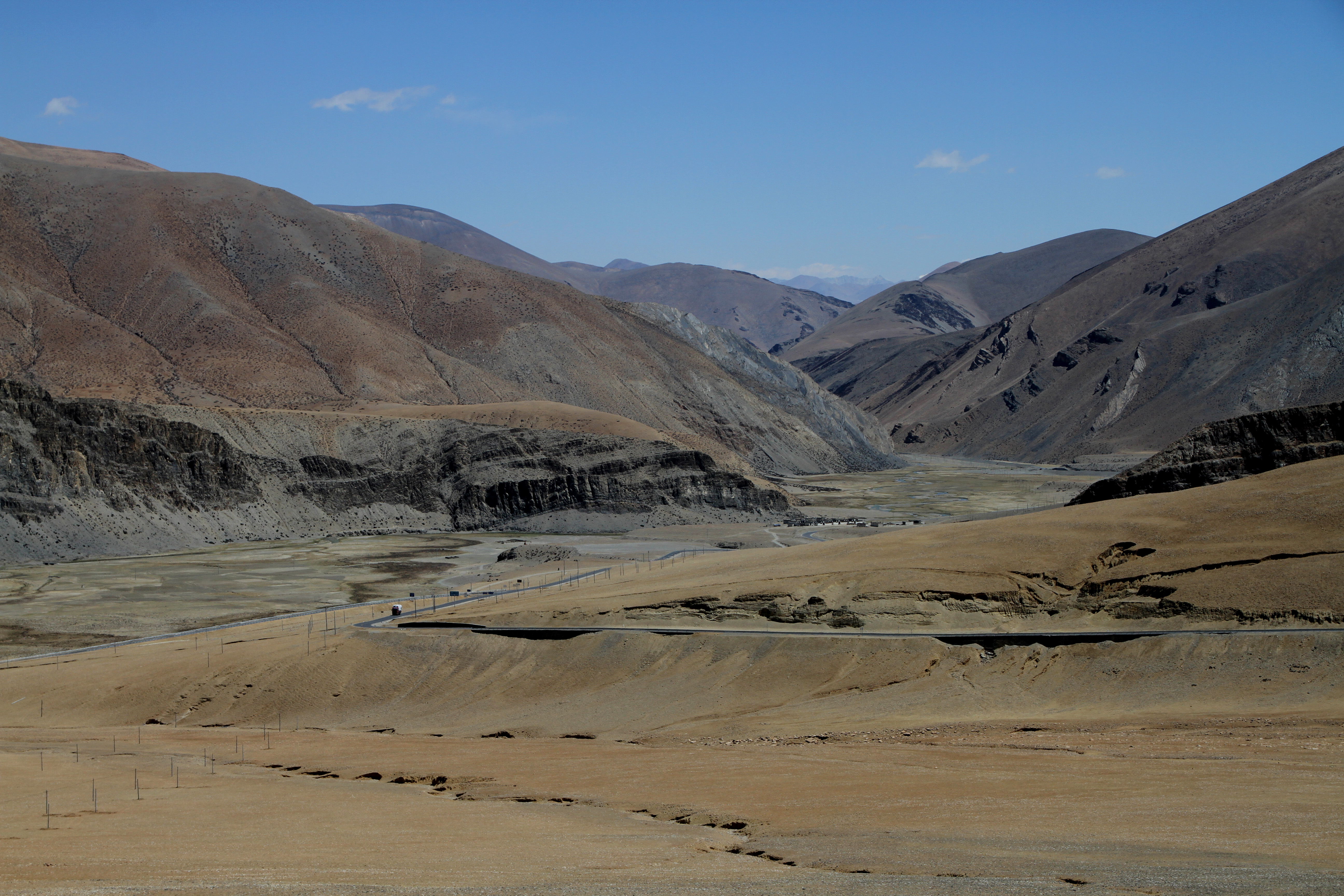
Lalung La to Shelkar
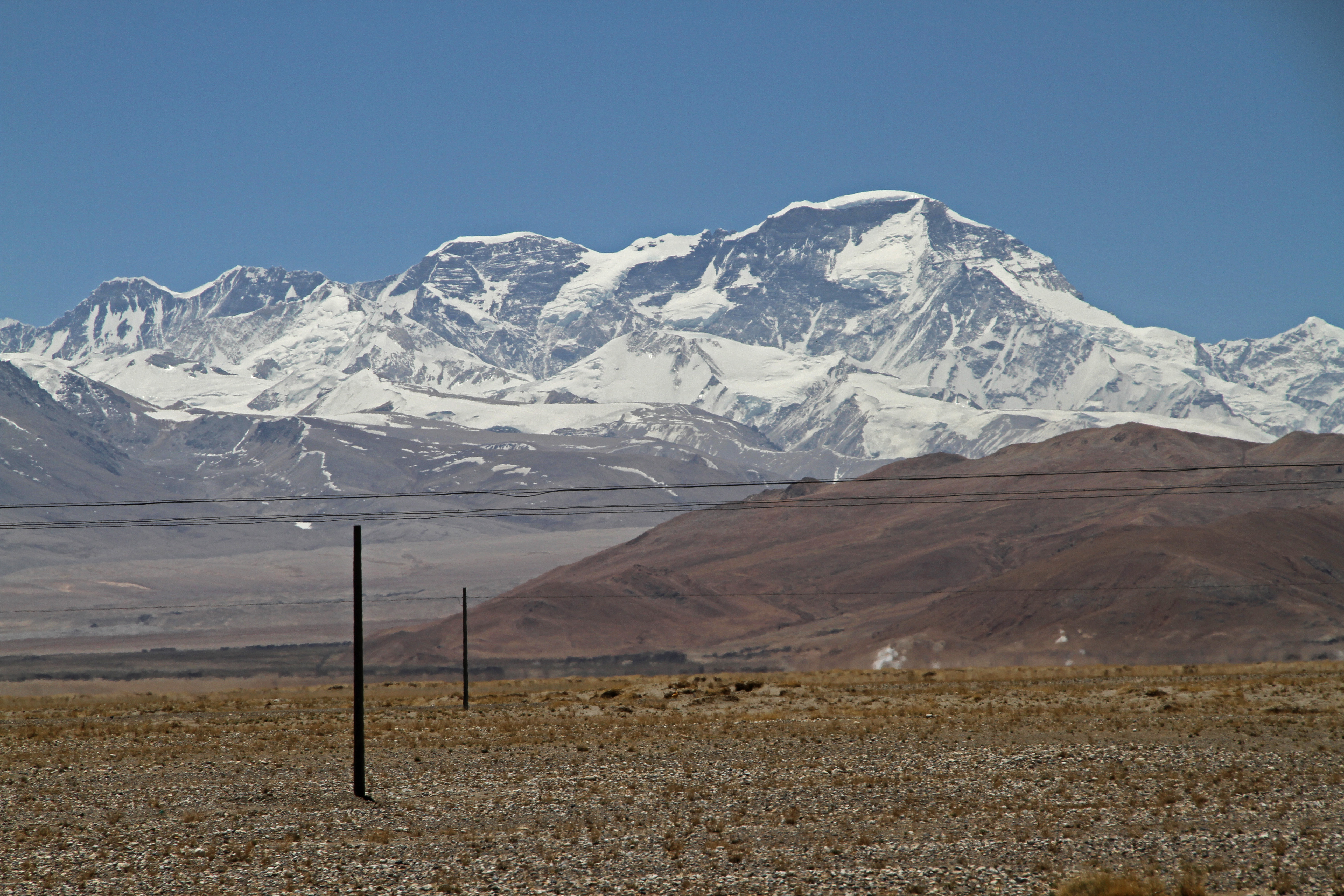
Cho Oyu
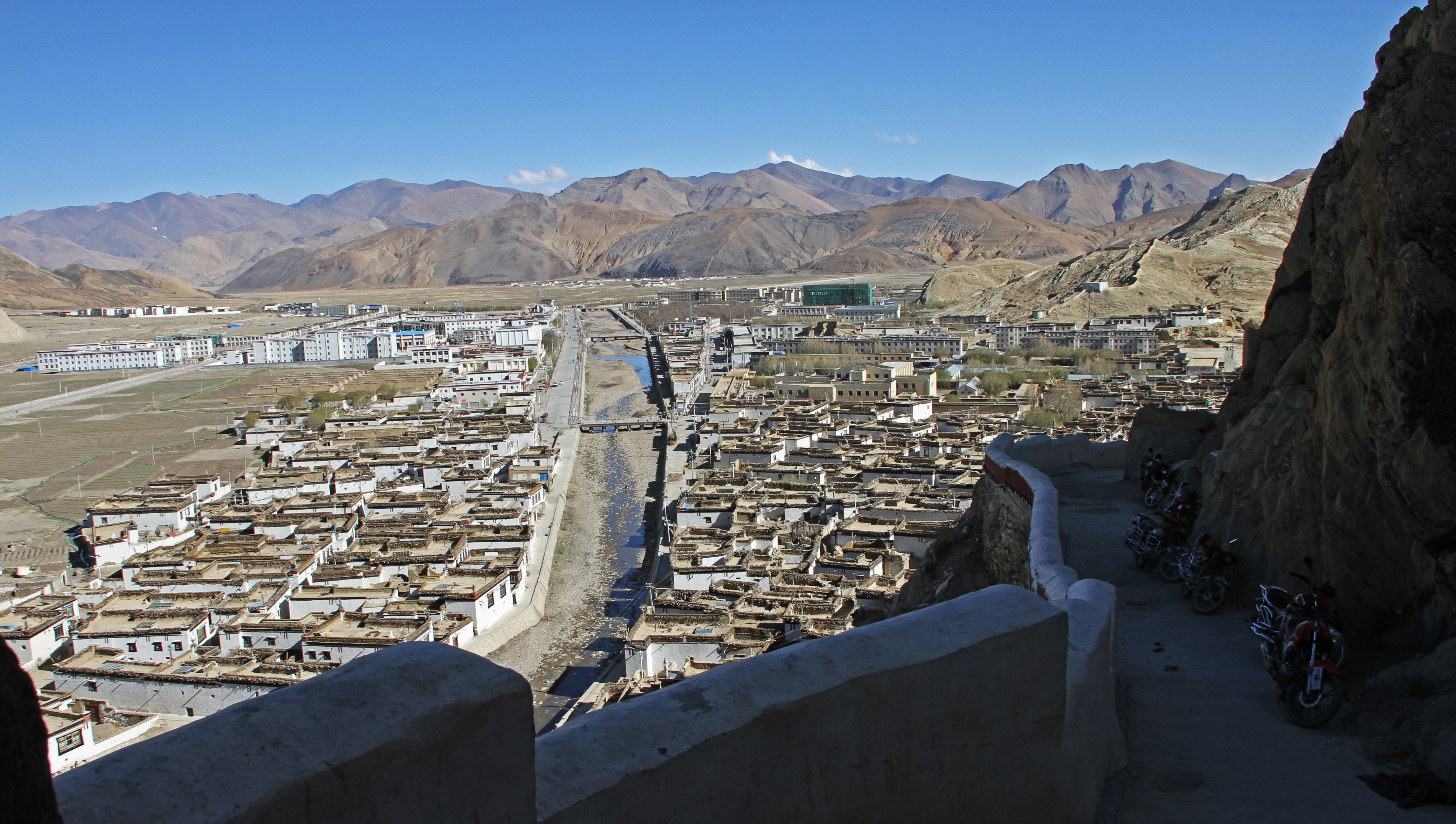
Shelkar
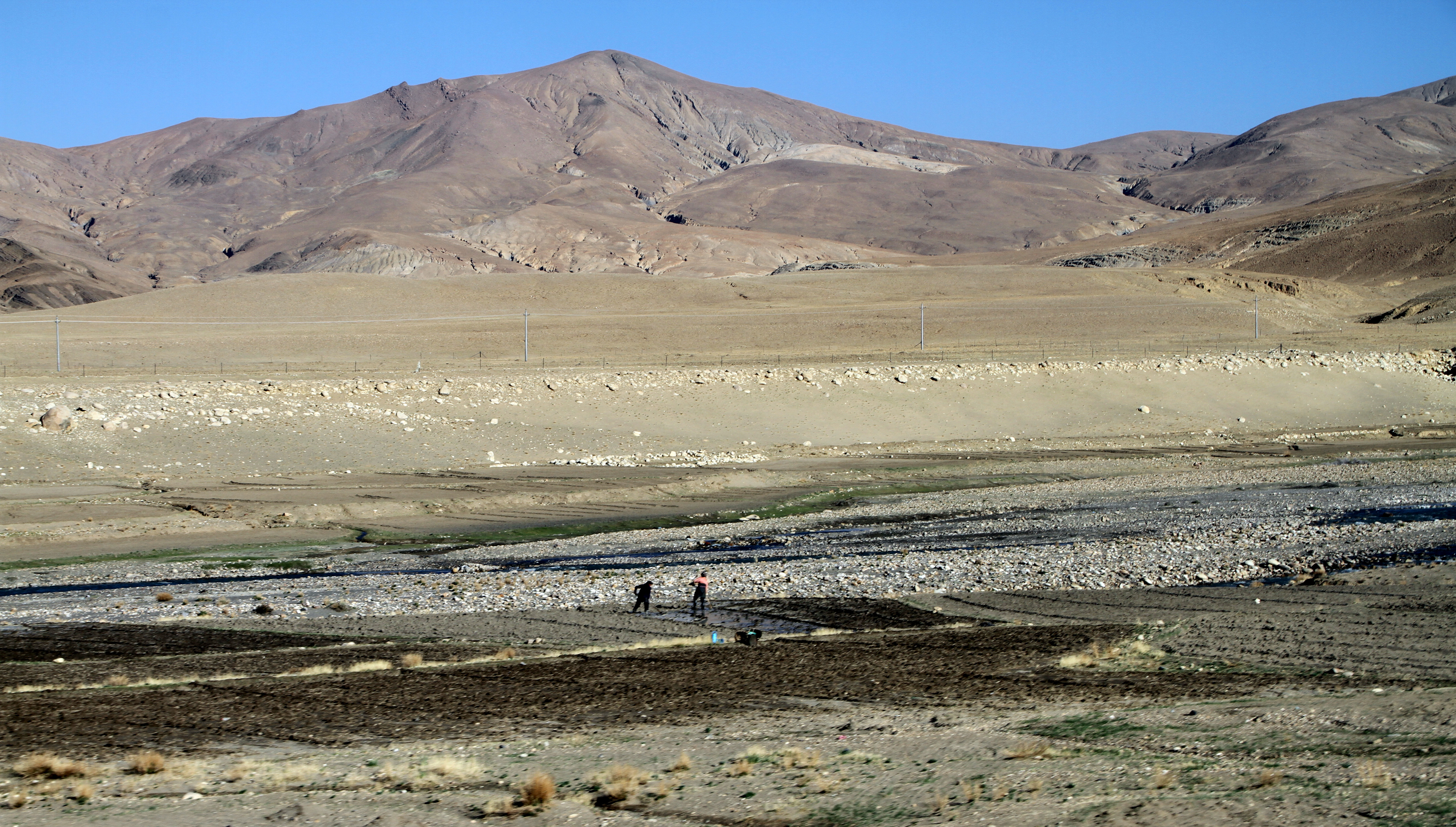
Fiume
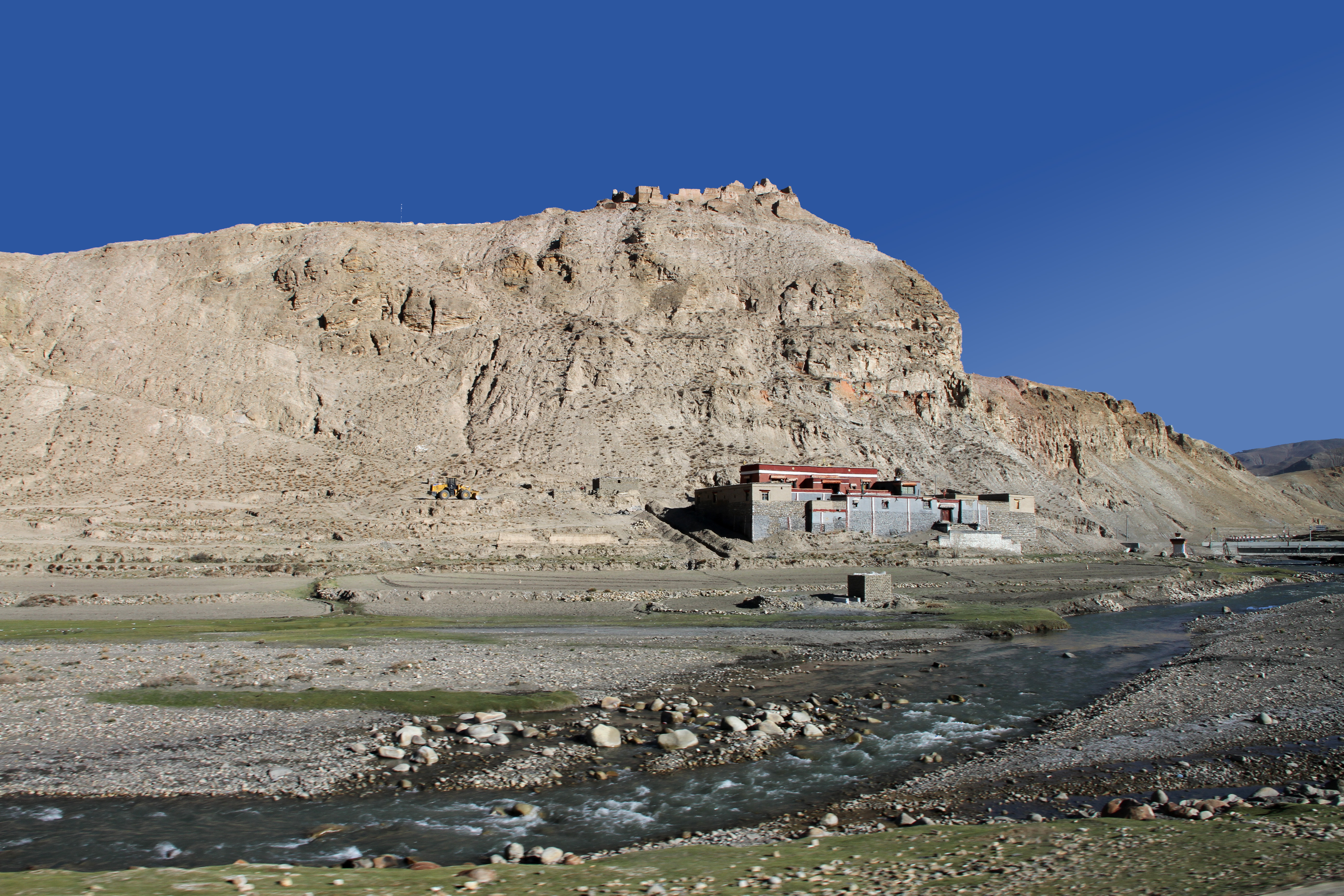
Monasterio
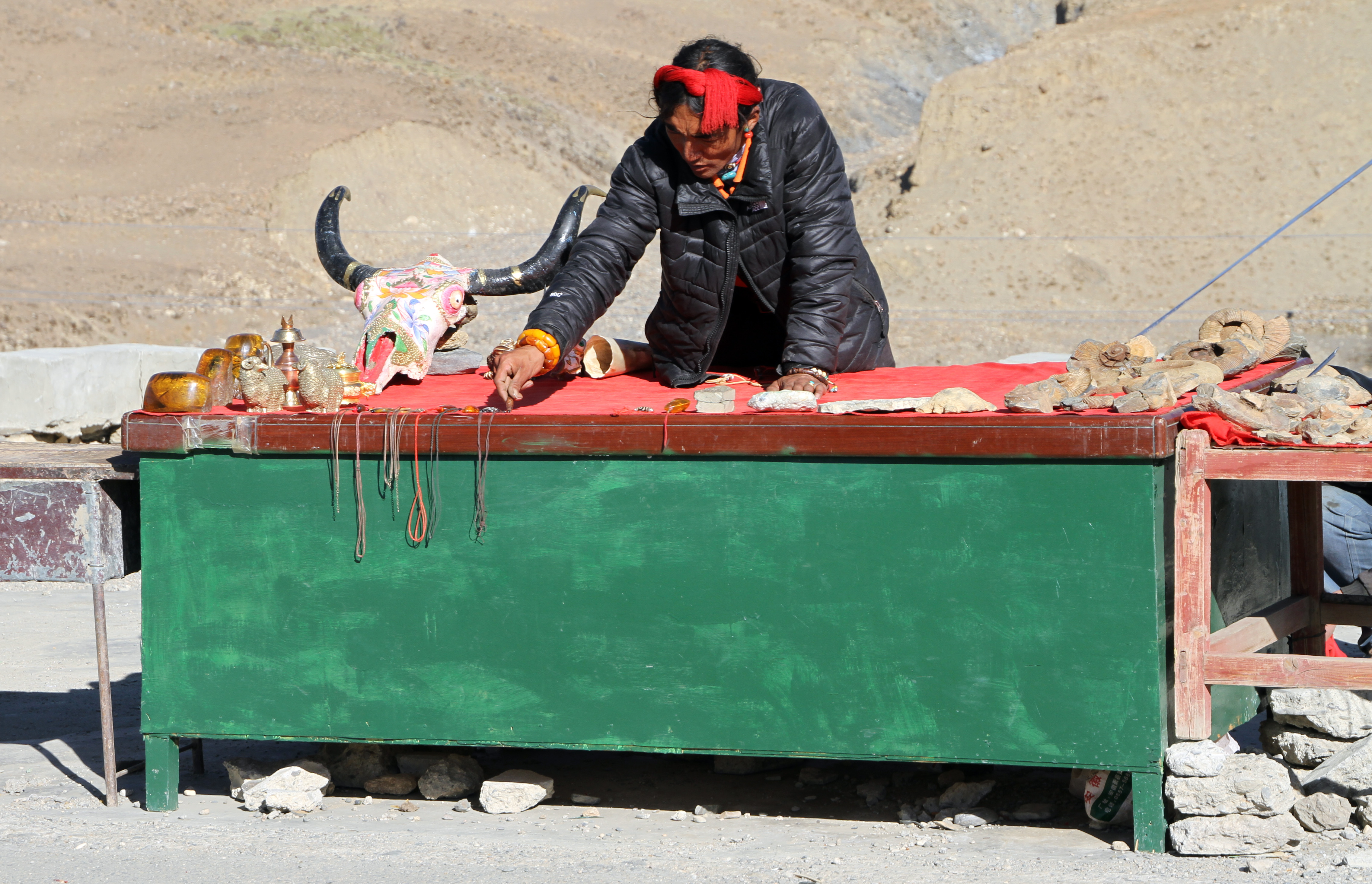
Trading
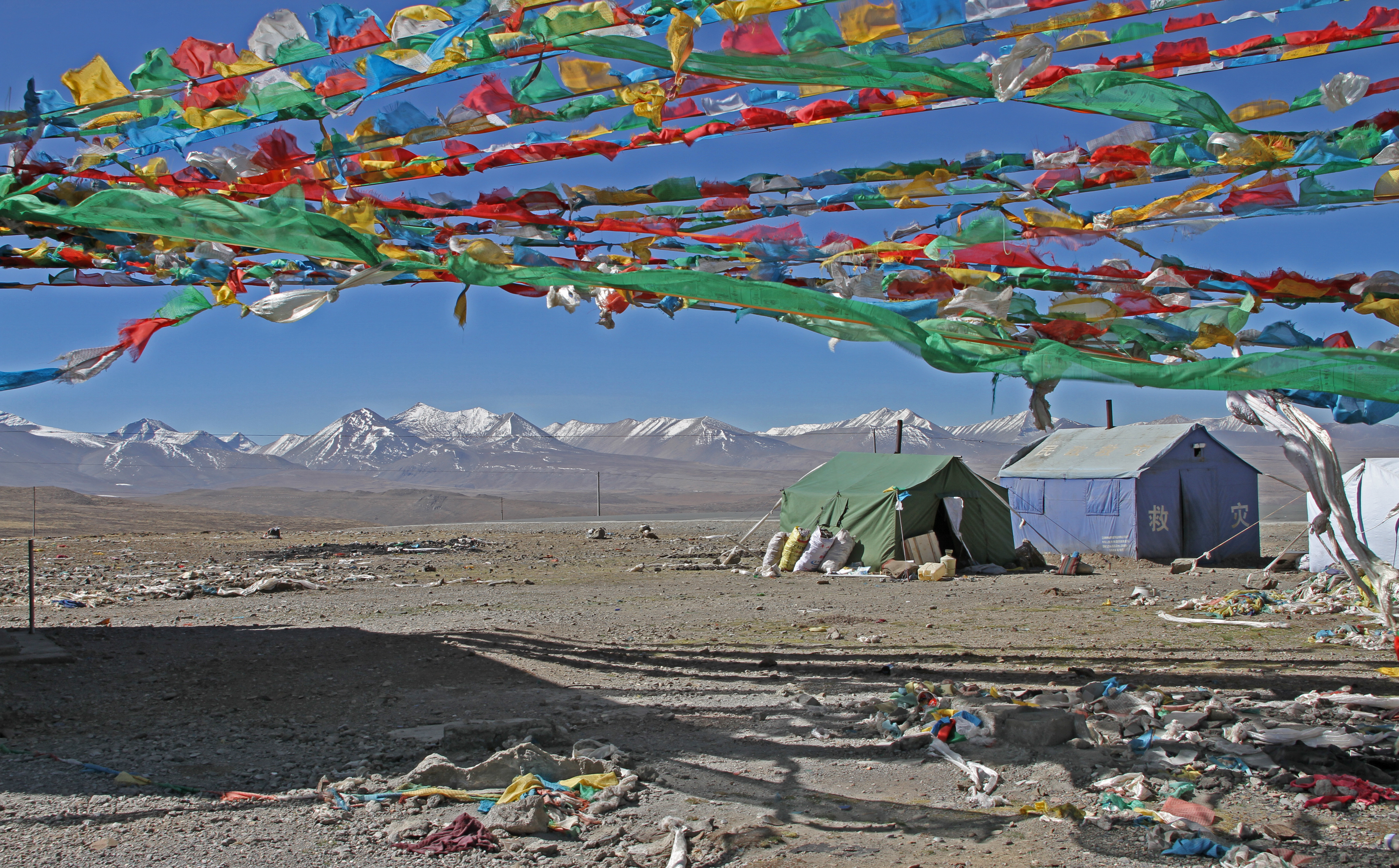
Gyatso La 5248m